# Festival de la Fresa

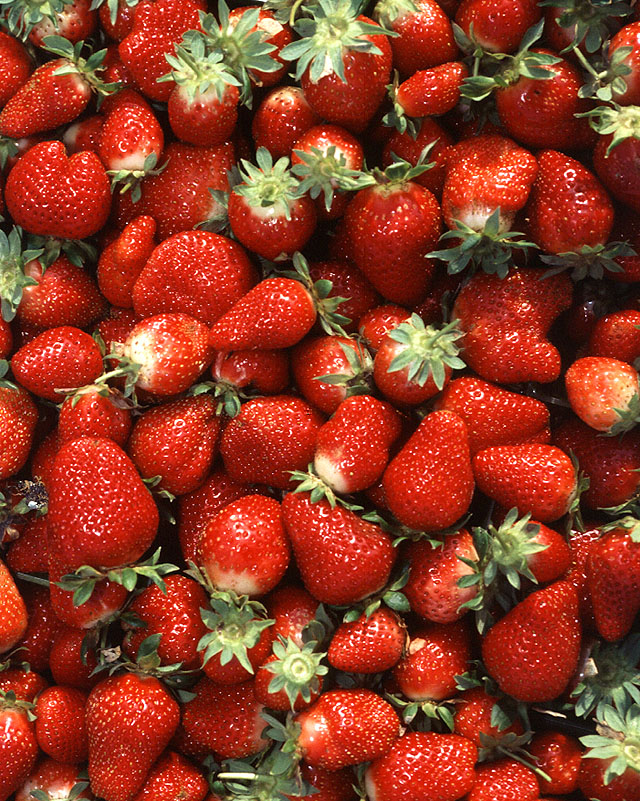

El Festival de la Fresa es un concurso-exposición sobre esta misma fruta, la fresa. Se celebra todos los años, el primer domingo de junio en Candamo (Asturias), más concretamente en su capital, Grullos. En este festival, el visitante puede catar y comprar las fresas de los expositores del concejo. Además, un jurado otorga un premio de una cuantía de unos 1000 € al agricultor que consiga una mejor fresa. La fresa de este concejo asturiano, dispone desde hace algunos años de denominación de origen.